# Torneig de l'Hospitalet
El Torneig de l'Hospitalet és un torneig internacional de bàsquet de categoria júnior que se celebra anualment a principis d'any a l'Hospitalet de Llobregat, i que és organitzat pel Club Bàsquet l'Hospitalet.

## Història
El Torneig de l'Hospitalet va néixer l'any 1980. Al principi només participaven els millors equips de Catalunya en categoria juvenil, juntament amb alguns equips de la resta del país. Així doncs, durant les dues primeres dècades només va comptar amb equips espanyols, però es va anar obrint als altres països europeus a principis de segle. El prestigi d'aquest torneig va fer que l'Eurolliga es fixés en el torneig i comencés a col·laborar, transformant la competició en una cita molt important a nivell internacional. A l'Hospitalet arriben caçatalents de l'ACB, l'Eurolliga i de l'NBA. A més, des de fa uns anys incorpora un premi extra per al guanyador: el bitllet per al Adidas Next Generation Tourtnament, el campionat d'Europa de la categoria organitzat per l'Eurolliga.

## Edicions
El primer vencedor del Torneig de l'Hospitalet va ser el Reial Madrid, en derrotar a la final al FC Barcelona per 65 a 64. L'actual campió de la competició és el Joventut de Badalona, en guanyar en la final al FC Barcelona en l'edició del 2018.
| Any  | Campió                  | Resultat | Subampió                | MVP                                                     |
| ---- | ----------------------- | -------- | ----------------------- | ------------------------------------------------------- |
| 1980 | Reial Madrid            | 65-64    | FC Barcelona            | Josep Palacio (FC Barcelona)                            |
| 1981 | Reial Madrid            | 78-65    | Joventut de Badalona    | Francisco José Velasco (Real Madrid)                    |
| 1982 | FC Barcelona            | 87-81    | Joventut de Badalona    | Carlos Montes (Inmobanco)                               |
| 1983 | Reial Madrid            | 65-61    | Selecció d'Euskadi      | Marcos Carbonell (Real Madrid)                          |
| 1984 | Joventut de Badalona    | 51-65    | L'Hospitalet            | Jordi Grau (Licor 43)                                   |
| 1985 | Joventut de Badalona    | 78-73    | L'Hospitalet            | -                                                       |
| 1986 | Estudiantes             | 73-63    | Licor 43 Santa Coloma   | Fernando Román (Estudiantes)                            |
| 1987 | RCD Espanyol            | 91-80    | CAI Saragossa           | Dani Álvarez (CAI Zaragoza)                             |
| 1988 | Estudiantes             | 60-58    | FC Barcelona            | Raul González (Cacaolat Granollers)                     |
| 1989 | Estudiantes             | 88-86    | Grupo IFA               | Jordi Ràfols (Aiwa Sant Josep)                          |
| 1990 | FC Barcelona            |          | L'Hospitalet            | Roger Esteller (FC Barcelona)                           |
| 1991 | Reial Madrid            | 98-80    | Fórum Valladolid        | Juanjo Enríquez (Fórum Valladolid)                      |
| 1992 | Granollers              | 74-64    | CAI Saragossa           | Pablo José Villalba (CAI Zaragoza)                      |
| 1993 | Estudiantes             | 84-83    | Reial Madrid            | Rodrigo de la Fuente (Estudiantes)                      |
| 1994 | Natwest Zaragoza        | 78-58    | Unió Manresana          | Ricardo Guillén (Unicaja Málaga)                        |
| 1995 | Reial Madrid            | 103-60   | Unió Manresana          | Jesús Aranda (Unió Manresana)                           |
| 1996 | FC Barcelona            | 93-81    | Reial Madrid            | Alfons Alzamora (FC Barcelona)                          |
| 1997 | Unicaja                 | 82-80    | Estudiantes             | Iván Bacera (Real Madrid)                               |
| 1998 | Unicaja                 | 73-71    | Joventut de Badalona    | Suleyman Dramec (Joventut Badalona)                     |
| 1999 | FC Barcelona            | 92-68    | Pamesa València         | Pere Llompart (Pamesa Valencia)                         |
| 2000 | Reial Madrid            | 95-93    | Pamesa València         | Eduardo Hernández-Sonseca (Real Madrid)                 |
| 2001 | FC Barcelona            | 81-71    | Unicaja                 | Georgios Printezis (Olympiacos)                         |
| 2002 | Olimpija Ljubljana      | 96-93    | Segle XXI               | Erazem Lorbek (Olimpia Ljubljana)                       |
| 2003 | Joventut de Badalona    | 85-77    | AEK Atenes              | Rudy Fernández (Joventut Badalona)                      |
| 2004 | OAK Hill                | 105-89   | Reial Madrid            | Josh Smith (OAK Hill) - José Ángel Antelo (Real Madrid) |
| 2005 | CSKA Moscou             | 85-55    | Unicaja                 | Sotiris Manolopoulos (PAOK Salónica)                    |
| 2006 | Reial Madrid            | 76-44    | Estrella Roja           | Alexey Shved (CSKA Moscú)                               |
| 2007 | FMP Zeleznik Belgrad    | 73-68    | Reial Madrid            | Milan Macvan (FMP Zeleznik Belgrado)                    |
| 2008 | FMP Zeleznik Belgrad    | 79-78    | FC Barcelona            | Nikola Mirotic (Real Madrid)                            |
| 2009 | Lietuvos Rytas          | 70-87    | Unicaja                 | Nikola Mirotic (Real Madrid)                            |
| 2010 | Cajasol                 | 72-70    | Unicaja                 | Jonas Valanciunas (Lietuvos Rytas)                      |
| 2011 | Regal FC Barcelona      | 95-90    | Reial Madrid            | Marcus Eriksson (Bàsquet Manresa)                       |
| 2012 | Lietuvos Rytas          | 68-72    | FC Barcelona            | Augustinas Jankaitis (Lietuvos Rytas)                   |
| 2013 | Joventut de Badalona    | 77-67    | Reial Madrid            | Emir Sulejmanovic (Union Olimpija Ljubljana)            |
| 2014 | Reial Madrid            | 62-56    | Unicaja                 | Marc Garcia (FC Barcelona)                              |
| 2015 | Reial Madrid            | 87-55    | FC Barcelona            | Blaz Mezicek (Union Olimpija Ljubljana                  |
| 2016 | Reial Madrid            | 50-48    | FC Barcelona Lassa      | Felipe dos Anjos (Real Madrid)                          |
| 2017 | FC Barcelona Lassa      | 74-58    | Divina Seguros Joventut | Sergi Martínez (FC Barcelona Lassa)                     |
| 2018 | Divina Seguros Joventut | 77-74    | FC Barcelona Lassa      | Luka Samanic (FC Barcelona Lassa)                       |
| 2019 | Gran Canaria            | 103-86   | Joventut de Badalona    | Khalifa Ababacar (Gran Canaria)                         |
| 2020 | NBA Global Academy      | 93-74    | FC Barcelona            | Joshua Giddey (NBA Global Academy                       |
| 2021 | FC Barcelona            | 74-66    | Joventut de Badalona    | Rafa Villar (FC Barcelona)                              |
| 2022 | Real Madrid             | 73-53    | FC Barcelona            | Hugo González (Real Madrid)                             |
| 2023 | Real Madrid             | 72-71    | FC Barcelona            | Hugo González (Real Madrid)                             |

## Palmarès
Fins l'edició de l'any 2023, el Reial Madrid és qui ha guanyat el torneig en més ocasions, enduent-se la copa 12 vegades.
| Club               | Títols |
| ------------------ | ------ |
| Reial Madrid       | 12     |
| FC Barcelona       | 9      |
| Joventut           | 5      |
| Estudiantes        | 4      |
| Lietuvos Rytas     | 2      |
| FMP Zeleznik       | 2      |
| Unicaja            | 2      |
| NBA Global Academy | 2      |

| Club               | Títols |
| ------------------ | ------ |
| Cajasol            | 1      |
| CSKA Moscou        | 1      |
| OAK Hill Academy   | 1      |
| Olimpija Ljubljana | 1      |
| CB Zaragoza        | 1      |
| Granollers         | 1      |
| RCD Espanyol       | 1      |
| Gran Canaria       | 1      |